# Scream 4
Scream 4 (Eigenschreibweise SCRE4M) ist ein US-amerikanischer Horrorfilm und vierter Teil der Scream-Reihe. Der Film ist die letzte Regiearbeit von Wes Craven (1939–2015). Er führte auch bei den ersten drei Teilen Regie. 2022 folgte mit Scream der fünfte Teil der Reihe, Scream VI wurde im März 2023 veröffentlicht.

## Handlung
Sidney Prescott (Hauptfigur der Reihe) kehrt – im Zuge einer Lesereise zu ihrem aktuellen Buch – pünktlich zum 15. Jahrestag des Woodsboro-Massakers in die Kleinstadt zurück. Sheriff Dewey und die Journalistin Gale bereiten ihr ein herzliches Wiedersehen. Während des Aufenthalts bleibt Sidney bei ihrer Tante Kate Roberts und ihrer Cousine Jill, die mit ihrem aufdringlichen Exfreund, Trevor Sheldon, zu kämpfen hat. Doch kaum ist Sidney angekommen, beginnt eine Mordserie, die die Ghostface-Morde von vor 15 Jahren imitiert. Als das Handy eines der Opfer in Sidneys Kofferraum gefunden wird, kommt diese unter Mordverdacht und wird von Dewey gebeten, bis zum Ende der Ermittlungen in der Stadt zu bleiben.
Die Morde gehen weiter und Sidney und Jill müssen mitansehen, wie im Nachbarhaus Olivia Morris ermordet wird. Kurz darauf fällt auch Sidneys Pressesprecherin dem Mörder zum Opfer.
Gale Weathers-Riley will den Mörder unbedingt schnappen, und da ihr Mann ihre Mithilfe bei dem Fall nicht will, verbündet sie sich mit den Schülern Robbie Mercer und Charlie Walker. Die zwei sind Filmfreaks und meinen, der Mörder versuche, das Original zu übertreffen – er werde auf einer Party erneut zuschlagen.
Jill hat Hausarrest und darf ihre Freundin Kirby nicht zum jährlich stattfindenden Stab-Filmmarathon begleiten. Auch dort lauert Ghostface auf neue Opfer. Gale versucht, die Party mithilfe von Kameras zu überwachen, doch der Ghostface-Mörder taucht auf und dreht die Kameras zu Boden. Als Gale daraufhin zur Party zurückgeht, sticht ihr der Mörder in die Schulter, tötet sie aber nicht.
Danach findet eine After-Party im Haus von Kirby Reed statt. Sidney, die gerade eben ebenfalls von Ghostface attackiert worden ist, hat mittlerweile erfahren, dass sich Jill zu Kirby weggeschlichen hat, und macht sich auf den Weg. In Kirbys Haus befinden sich Jill, Kirby, Robbie, Charlie und Jills Exfreund Trevor, der scheinbar uneingeladen aufgetaucht ist. Als Sidney ankommt, findet sie Robbie Mercer erstochen auf der Veranda vor. Im Haus werden sie und Kirby von Ghostface angegriffen und flüchten in den Keller. Charlie, der im Garten ist, sieht die zwei und bittet sie, ihn hinein zu lassen. Sie trauen dem Jungen aber nicht und müssen daraufhin mitansehen, wie Ghostface ihn zu einem Stuhl zieht und fesselt. Kirby wird vom Killer angerufen und muss Fragen zu Horrorfilmen beantworten, damit Charlie verschont bleibt. Als sie denkt, das Spiel gewonnen zu haben, öffnet sie die Tür und befreit Charlie. Daraufhin gibt er sich als der Mörder zu erkennen und ersticht Kirby. Gemeinsam mit Jill, die seine Komplizin ist, nimmt er Sidney gefangen und erklärt, sie wollten das Woodsboro-Massaker nachstellen und Trevor dafür verantwortlich machen. Jill erschießt den zuvor gefangen genommenen Trevor, hintergeht aber auch Charlie und ersticht ihn. Dann sticht sie auf Sidney ein, bis diese scheinbar tot ist, verwundet sich selber und wird als scheinbar einziges überlebendes Opfer des Massakers aufgefunden.
Als Jill im Krankenhaus aufwacht, erfährt sie, dass Sidney überlebt hat. Daraufhin versucht Jill erneut, Sidney zu töten. Mit der Hilfe von Gale, Dewey und Judy Hicks schafft es Sidney, Jill zu überlisten, und attackiert sie mit einem Defibrillator. Zunächst scheint sie tot auf dem Boden zu liegen. Als Jill sich jedoch noch einmal erhebt, um Sidney mit einer Glasscherbe zu töten, wird sie von Sidney durch einen Schuss in die Brust getötet.

## Entstehung und Veröffentlichung
| Figur                  | Darsteller                          | Deutscher Sprecher       |
| ---------------------- | ----------------------------------- | ------------------------ |
| Sidney Prescott        | Neve Campbell                       | Stefanie von Lerchenfeld |
| Gale Weathers-Riley    | Courteney Cox                       | Madeleine Stolze         |
| Sheriff Dewey Riley    | David Arquette                      | Frank Röth               |
| Jill Roberts           | Emma Roberts                        | Lisa Mitsching           |
| Kirby Reed             | Hayden Panettiere                   | Tanya Kahana             |
| Trevor Sheldon         | Nico Tortorella                     | Nick Forsberg            |
| Olivia Morris          | Marielle Jaffe                      | Damineh Hojat            |
| Charlie Walker         | Rory Culkin                         | Fabian Hollwitz          |
| Rebecca Walters        | Alison Brie                         | Caroline Combrinck       |
| Deputy Ross Hoss       | Adam Brody                          | Benedikt Gutjan          |
| Robbie Mercer          | Erik Knudsen                        | Tobias Nath              |
| Deputy Judy Hicks      | Marley Shelton                      | Stephanie Kellner        |
| Kate Roberts           | Mary McDonnell                      | Andrea Solter            |
| Deputy Anthony Perkins | Anthony Anderson                    | Tobias Müller            |
| Marnie Cooper          | Brittany Robertson                  | Jill Schulz              |
| Jenny Randall          | Aimee Teegarden                     | Farina Brock             |
| Trudie                 | Shenae Grimes                       | Maren Rainer             |
| Sherrie                | Lucy Hale                           | Esra Vural               |
| Rachel                 | Anna Paquin                         | Berenice Weichert        |
| Chloe                  | Kristen Bell                        | Manja Doering            |
| Ghostface              | Dane Farwell Roger Jackson (Stimme) | Kai Taschner             |

Dieser Teil der Horrorreihe wurde, wie schon Scream – Schrei! und Scream 2, von Kevin Williamson geschrieben. Nach einem Streit mit dem Produzenten Bob Weinstein verließ Williamson jedoch die Produktion und man holte Ehren Kruger dazu, der bereits Scream 3 schrieb. Williamson sagte in einem Interview, dass der Autorenwechsel aufgrund künstlerischer Differenzen zu Stande kam.
Neve Campbell, Courteney Cox und David Arquette kehrten nach zehn Jahren wieder in ihre alten Rollen zurück. Nachdem Cox und Arquette bereits sehr schnell unterschrieben hatten, war lange unklar, ob auch Neve Campbell wieder mit an Bord sein würde. Diese war lange gegen eine Fortsetzung, unterzeichnete jedoch im September 2009 ebenfalls den Vertrag.
Die Reihe war ursprünglich als Trilogie geplant. Bob Weinstein dachte jedoch, dass es Zeit für einen neuen Film war. Sollte der Film erfolgreich in den Kinos laufen, wollte man sich die Option offenhalten, mit Scream 4 den Auftakt einer neuen Trilogie zu bilden. Der Film startete am 15. April 2011 in den amerikanischen Kinos. Die deutsche Synchronfassung entstand bei der Berliner Synchron. Horst Geisler schrieb das Dialogbuch und führte Regie. Der deutsche Kinostart war am 5. Mai 2011.

## Kritiken
Scream 4 erhielt ein verhaltenes Presseecho, was sich auch in den Auswertungen US-amerikanischer Aggregatoren widerspiegelt. So erfasst Rotten Tomatoes mehrheitlich wohlwollende Besprechungen und ordnet den Film dementsprechend als „Frisch“ ein. Laut Metacritic fallen die Bewertungen im Mittel „Durchwachsen oder Durchschnittlich“ aus.

„Wenig gelungener Aufguss der populären Horror-Reihe, der zwar versucht, durch eine selbstreflexive Metaebene dem allzu Bekannten eine besondere Note zu verleihen, dabei aber viel zu wirr und zahnlos entwickelt ist.“

## Soundtrack
Zum Filmstart wurde ein Soundtrack mit Musik aus dem Film veröffentlicht. Am 19. April wurde der Score von Marco Beltrami zusätzlich veröffentlicht.
Titelliste:
1. Something To Die For – The Sounds
2. Bad Karma – Ida Maria
3. Cup of Coffee – The Novocaines
4. Make My Body – The Chain Gang Of 1974
5. Don’t Mess with the Original – Marco Beltrami
6. Yeah Yeah Yeah – The Sounds
7. Run For Your Life – 6 Day Riot
8. Axel F – Raney Shockne
9. On Fire – Locksley
10. Devils – Say Hi
11. Denial – Stereo Black
12. Jill’s America – Marco Beltrami

## Wissenswertes
- Beginn der Produktion war bereits 2009. Neun Jahre nach dem Erscheinen des letzten Scream-Filmes verkündete Wes Craven über Twitter, dass die Verhandlungen zu einer Fortsetzung wieder aufgenommen seien.
- Am 6. Januar 2011 fand in Pittsburgh, Pennsylvania, eine Testvorführung des Films statt.[11] Die Zuschauer mussten eine Verschwiegenheitsvereinbarung unterzeichnen, die es ihnen verbot, nähere Hinweise zu dem Film preiszugeben. Aufnahmegeräte wie Handys oder Videokameras waren strikt verboten. Erste Berichte über den Film fielen durchweg positiv aus.[12]
- Es gibt zahlreiche Anspielungen auf soziale Netzwerke wie Twitter und Facebook. Außerdem wird auf die Saw-Reihe und ähnliche Horrorfilme der letzten Jahre eingegangen, die ihren Erfolg nicht zuletzt der Scream-Reihe verdankten.
- Das Budget des Films betrug etwa 40 Millionen Dollar.[13] Die Dreharbeiten begannen am 28. Juni 2010 in Ann Arbor, Michigan und sollten am 6. September abgeschlossen werden. Sie wurden jedoch bis zum 24. September fortgesetzt.
- Der Film startete in Amerika hinter den Erwartungen und spielte am Startwochenende 18,7 Millionen Dollar ein.[13] Weltweit spielte Scream 4 nach drei Wochen das Doppelte seines Budgets ein. Auch in Deutschland startete der Film hinter den Erwartungen. Es gingen am Startwochenende 140.000 Zuschauer in die deutschen Kinos und der Film schaffte es auf Platz 3 der deutschen Kinocharts.[14]
- In der deutschen Version wurde die Rolle der Sidney in den ersten drei Teilen der Reihe von Veronika Neugebauer synchronisiert. Nachdem diese am 11. Oktober 2009 infolge einer Darmkrebserkrankung verstorben war, musste erstmals die Stimme eines der Hauptcharaktere neu besetzt werden.
- Die Rolle des Deputy Anthony Perkins wurde nach dem Schauspieler Anthony Perkins benannt, der die Hauptrolle in Alfred Hitchcocks Psycho (1960) spielte.
- Im ersten Teil von Scream wird Dewie am Ende das Rückenmark verletzt, weswegen im zweiten und dritten Teil sein Arm und Bein teils gelähmt ist, in diesem Teil ist jedoch alles wieder in Ordnung.
- Seit Ende Juni 2015 wird die Fernsehserie Scream in den Vereinigten Staaten ausgestrahlt.

### Gastauftritte
- Heather Graham ist wie bereits in Scream 2 im Film Stab als Casey Becker zu sehen.
- Die Schauspielerinnen Shenae Grimes und Lucy Hale haben einen Cameoauftritt im Film.
- Die Schauspielerinnen Anna Paquin und Kristen Bell haben ebenfalls einen gemeinsamen Cameoauftritt im Film.
- Die amerikanische Journalistin Nancy O’Dell ist in Scream 4 erneut als Reporterin zu sehen. Sie war bereits in Scream 2 als Interviewerin von Tori Spelling und in Scream 3 als Reporterin zu sehen.
- Robert Rodriguez wird im Vorspann des Filmes Stab als Regisseur genannt, tritt jedoch nicht im Film auf.
- Regisseur Wes Craven hat, wie auch in den ersten Teilen der Reihe, einen Cameoauftritt. Er ist einer der Besucher während Sidneys Lesung im Buchladen.